# Sony Ericsson P910

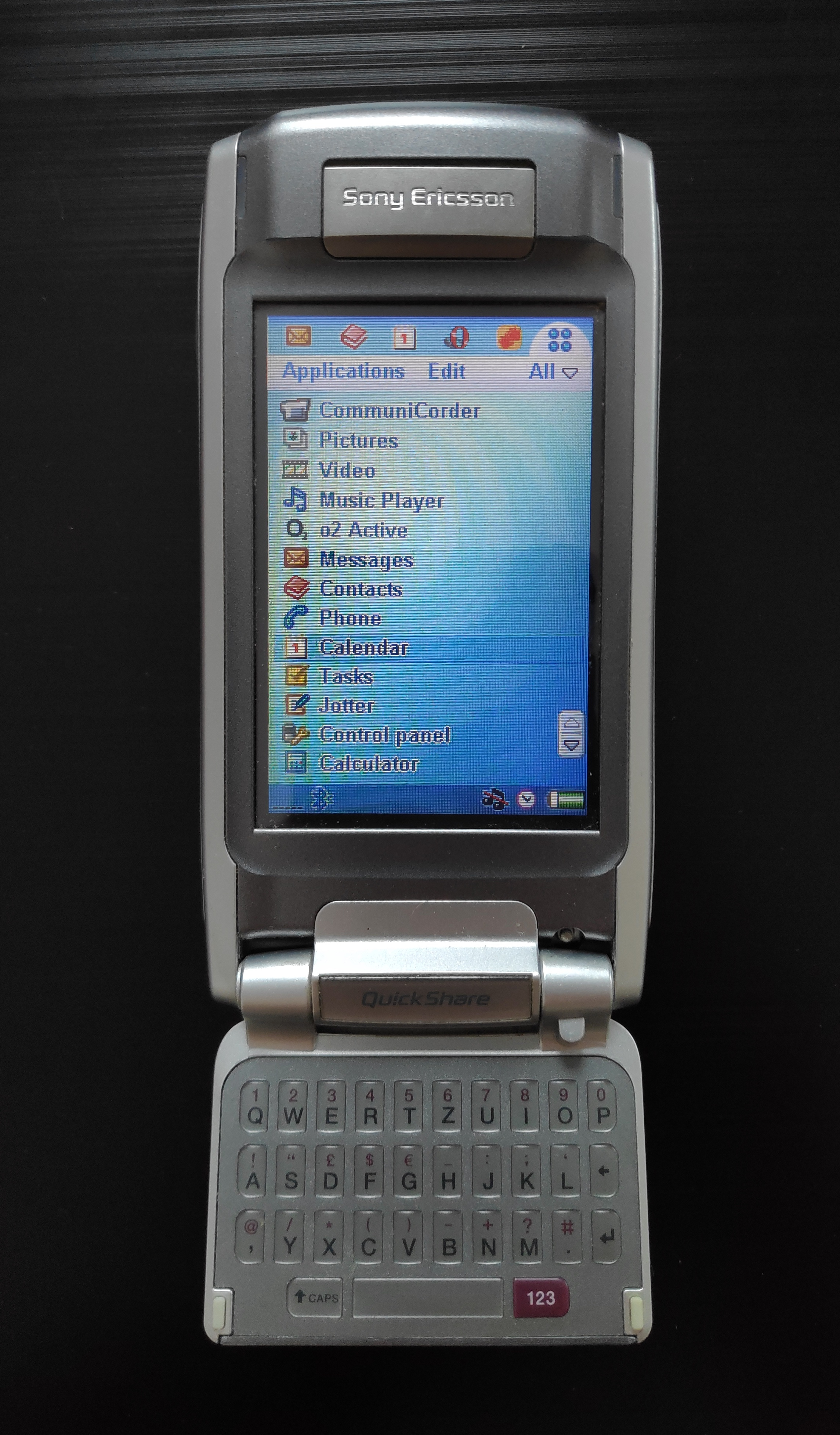
Sony Ericsson P910.

Sony Ericsson P910 är en Smartphone från Sony Ericsson som bygger på Symbian UIQ 2.1. Telefonen introducerades 2004 som en efterföljare till Sony Ericsson P900. Till skillnad från P900 har P910 ett QWERTY tangentbord på insidan av fliplocket och att numera stödjs Memory Stick Pro Duo. Internminnat hade också ökats från 16 MB till 64MB och minneskort på upp till 1 GB stöds. Processorn är en 156 MHz ARM9. Displayen kan visa 262 144 färger (18-bitar) jämfört med P900 65 536 färger.
P900 ersattes i början av 2006 av 3G-smartphone Sony Ericsson P990.